# Hans Heinz Lüttgen
Hans Heinz Lüttgen (eigentlich Theodor Heinrich Lüttgen; * 16. November 1895 (nach anderer Quelle 1898) in Düsseldorf; † Juli 1976 in New York) war ein deutscher Architekt, Innenarchitekt und Künstler. Nach seinen Entwürfen entstanden u. a. in Köln die Sartory-Säle und Siedlungsbauten in Riehl sowie in Wuppertal eine Reihe von Einfamilienhäusern und Villen, die dem Stil des Neuen Bauens der 1920er und 1930er Jahre zuzuordnen sind und inzwischen „Kultstatus“ genießen.

## Leben und Werdegang
Lüttgen wurde in Düsseldorf als ältestes von sieben Kindern des Arbeiters Peter Heinrich Lüttgen und seiner Frau Maria Katarina, geborene Müller, geboren und besuchte das humanistische Gymnasium in seiner Heimatstadt. Autodidaktisch und durch Gastvorlesungen an der Düsseldorfer Kunstakademie eignete er sich Fachkenntnisse an, parallel erlernte er seinen Beruf durch praktische Tätigkeit in verschiedenen Düsseldorfer Architekturbüros.
Zu Beginn der 1920er Jahre arbeitete er als Architekt im Kölner Büro von Fritz August Breuhaus; seit etwa 1924 war er selbständiger Architekt in Köln.
In den 1920er Jahren gehörte er zum Kreis der „Kölner Progressiven“ um Max Ernst, Franz Wilhelm Seiwert, August Sander, Heinrich Hoerle – mit dem er eng befreundet war – und anderen. 1928 war er Mitbegründer der Gruppe Block Kölner Baukünstler.
Das 1929 eröffnete Kunstgewerbeatelier „Kölner Studio“ in der Minoritenstraße, wo er Stoffe, Tapeten und Textilien entwarf, bestand nur einige Monate. Zuvor waren seine Arbeiten 1928 in der Raumkunstausstellung in Düsseldorf und 1929 im Kölnischen Kunstverein in der Ausstellung Raum und Wandbild gezeigt worden. Seine architektonischen Entwürfe fanden in einer Gemeinschaftsausstellung mit namhaften Kölner Architekten im Kölner Kunstgewerbemuseum Anerkennung.
Lüttgen war Mitglied im Deutschen Werkbund, im Bund Deutscher Architekten sowie im Reichsverband bildender Künstler Deutschlands.
1939 emigrierte er aus Deutschland, zunächst in die Schweiz (bis 1942) und anschließend nach São Paulo in Brasilien. 1948 erreichte er die USA und blieb bis zu seinem Lebensende in New York, wo er als Architekt und Stadtplaner sowie im Industriedesign tätig war.
Lüttgen war zweimal verheiratet, aus der ersten Ehe mit Dora Delfs, die 1930 geschieden wurde, ging der gemeinsame Sohn Claus Peter Lüttgen (* 1927) hervor; seine zweite Ehe ging er in den USA mit Renée Lüttgen ein. 1926 porträtierte der Fotograf August Sander Dora Lüttgen und ihren Mann für sein umfassendes Mappenwerk Menschen des 20. Jahrhunderts, das Doppelporträt fand seinen Platz in der Gruppe Die Frau und ihr Mann.

## Bauten
- 1924: Innenausbau des Bankhauses Carl Sellmer in Hamburg, Fuhlentwiete 52 (?)
- 1924: verschiedene Bauten des „Luna-Parks“ der Amerikanische Vergnügungs-Park GmbH in Köln-Riehl, Riehler Straße 161–165
- 1926: Einrichtung der eigenen Wohnung in Köln-Neustadt-Süd, Volksgartenstraße 58
- 1926: Haus Heineberg (Wohnhaus für Dr. Hugo Heineberg) in (Wuppertal-)Vohwinkel, Schlieffenstraße 61 (unter Denkmalschutz)
- 1926–1927: Haus Grobel (Wohnhaus für Dr. Emil Grobel) in (Wuppertal-)Elberfeld, Jägerhofstraße 129 (unter Denkmalschutz)[5]
- 1926–1927: Villa Fischer (Villa Espenlaub): Wohnhaus für Dr. Walter Fischer, heute gen. BauHausFischer, in (Wuppertal-)Barmen, Rudolf-Ziersch-Straße 3 (unter Denkmalschutz)
- 1927: Inneneinrichtung der Wohnung des Malers Fritz Kronenberg in Hamburg, Moorweidenstraße 19
- 1927–1928: Mehrfamilienhaus für die Kölnische Wohnungsbau GmbH in Köln-Klettenberg, Ölbergstraße 79 (mit Wilhelm Schulz)
- 1927–1928 oder 1929: Haus Friedländer (Wohnhaus für Georg Friedländer) in (Wuppertal-)Barmen, Waldemarstraße 3 (unter Denkmalschutz)
- 1928: Ausstellungsraum „Nachrichtentechnik und Rundfunk“ auf der Ausstellung Pressa in Köln-Deutz (Messegelände)
- 1928: Ausstellungsstand Poensgen-Heyer auf der Pressa in Köln-Deutz (Messegelände)
- 1928–1930: Mehrfamilienhäuser in der Naumannsiedlung der GAG in Köln-Riehl, Boltensternstraße 111–131 / Stammheimer Straße 171–175 (mit Manfred Faber)
- 1929–1930: Umbau des Tanzlokals „Charlott“ mit der Bar „Cherie“ in Köln-Altstadt-Nord, Brückenstraße 15 (Ausmalungen von Heinrich Hoerle)
- 1930: Umbau einer Villa für Ferdinand Buschhausen in Köln-Marienburg, Am Südpark 15
- 1930: Umbau eines Wohnhauses für Dr. Karl Krekeler in Köln-Mülheim, Münsterer Straße 21
- 1930: Neugestaltung der Kunstgalerie Dr. Andreas Becker + Alfred Newman in Köln-Altstadt, Wallrafplatz 4 (mit Heinrich Hoerle)
- 1930: Einrichtung der eigenen Wohnung in Köln-Neustadt, Hohenzollernring 79
- 1930–1931: Umbau der „Rheinterrassen“ in (Köln)-Rodenkirchen, Heinrich-Lübke-Ufer / Hauptstraße
- 1931: Um- und Neubau der Eingangsbauten der Vergnügungsstätten „Groß-Köln“ in Köln-Altstadt, Friesenstraße 44–46
- 1931–1932: Umbau des Kabaretts „Kaiserhof“ in Köln-Altstadt, Salomonsgasse 11
- 1933: Einrichtung der eigenen Wohnung in Köln-Braunsfeld, Kitschburger Straße 229
- 1933: Umbau der Gaststätte und des Varietés „Burghof“ für die Allianz und Stuttgarter Verein AG in Köln-Altstadt, Hohe Straße 38
- 1933–1934: Wohnhaus für Hans Fischer in Oberlungwitz, Ostweg 6 (Bauleitung durch Jupp Becker, Gartengestaltung von Bernhard Dannenberg, Gartenplastik von Willy Meller)
- 1933–1935: Wohnhaus für den Fabrikanten Johannes Layritz in Hohenstein-Ernstthal, Heinrich-Wichern-Straße 3–5 (Bauleitung durch Friedrich Hähnlein, Gartenanlage von Bernhard Dannenberg)
- 1934: Umbau des Tanzlokals „Charlott“ mit Bar „Cherie“ in Köln-Altstadt, Brückenstraße 15 (mit Sebastian Heimig)
- 1934–1935: Um- und Erweiterungsbau des „Café Wien“ in Köln-Neustadt, Hohenzollernring 16–18
- 1934–1935: Wohnhausgruppe für die Allianz und Stuttgarter Verein AG in Wuppertal-Elberfeld, Viktoriastraße 60–66 / Von-der-Tann-Straße 23–25 (unter Denkmalschutz)
- 1934–1935: Wohn- und Geschäftshaus „Prinzenhof“ in Köln-Neustadt, Hohenzollernring 1/3 / Aachener Straße
- 1935–1937: Krematorium auf dem Westfriedhof in Köln-Vogelsang, Venloer Straße
- um 1936: Kinderspielplatz mit Kindertheater im Zoo in Köln-Riehl, Riehler Straße 173
- 1937: Wohnhaus für den Maler Werner Hentzen in der „Schlageter-Siedlung“ in Düsseldorf-Golzheim, Karl-Kleppe-Straße 1 (im Rahmen der Reichsausstellung „Schaffendes Volk“)
- 1937–1938: Wohnhaus für den Fabrikanten Horst Bentz in Minden, Blumenstraße 25
- 1938: Umbau und Erweiterung eines Wohnhauses für Oskar Kind in (Köln)-Rodenkirchen, Brückenstraße 26